# Dunkle Galaxie
Eine Dunkle Galaxie ist eine Galaxie, deren Masse zu einem Großteil aus nicht selbstleuchtender Materie besteht und somit nur sehr wenige bis gar keine Sterne enthält. Daher auch der Namenszusatz „Dunkel“.
Die Galaxie könnte Gas, kosmischen Staub und Dunkle Materie enthalten. Bei mehreren Objekten vermutete man, sie seien eine Dunkle Galaxie, bei einigen wurde dies aber später widerlegt.

## Kandidaten

### Dragonfly 44
Dragonfly 44 ist eine Galaxie im Sternbild Haar der Berenike, die etwa die Masse der Milchstraße hat. Sie besteht zu 99,9 % aus dunkler Materie. Ihre Entdeckung wurde im Juni 2016 bekannt gegeben.

### HE0450-2958

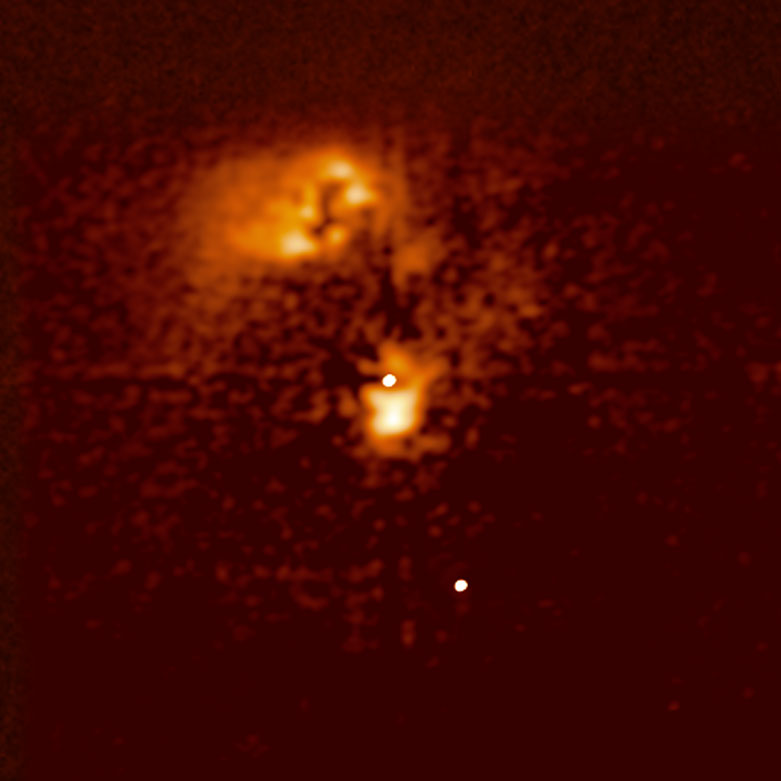
Aufnahme von HE0450-2958 durch das Hubble-Weltraumteleskop mit Hilfe von MCS-Dekonvolution-Bildverarbeitung

HE0450-2958 ist ein ungewöhnlicher Quasar, bei dem keine Galaxie um ihn herum festgestellt werden konnte. Man vermutete, dass es sich hierbei um eine Dunkle Galaxie handeln könnte, in der ein Quasar aktiv wurde.

### HVC 127-41-330
HVC 127-41-330 ist eine Hochgeschwindigkeitswolke um M31 und M33.

### VIRGOHI21
Die Entdeckung von VIRGOHI21 wurde im Februar 2005 bekannt gegeben. Sie wurde gefunden, als man nach Radiowellen suchte, die durch Wasserstoff verursacht werden.

### Im Coma-Galaxienhaufen
Mitte 2015 wurde die Entdeckung von über 800 dunklen Galaxien im Coma-Galaxienhaufen publiziert.